# Musicista

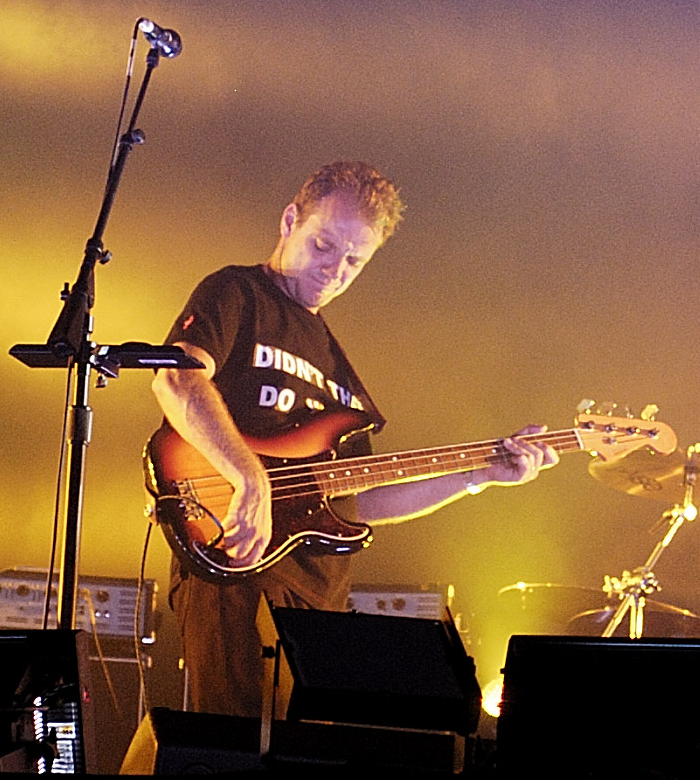
Guy Pratt mentre suona il basso elettrico

Il musicista è una persona che svolge una determinata attività in musica, inerente alla creazione o all'esecuzione di composizioni strumentali, vocali, corali.
I musicisti si possono classificare in base alla loro principale attività musicale: compositore, direttore (d'orchestra, di coro), strumentista, cantante, didatta.
- Il compositore crea la musica. L'arrangiatore modifica una composizione secondo le esigenze dell'organico esecutivo, talvolta mutandone lo stile musicale originale.
- Il direttore d'orchestra, seguendo una partitura,  coordina artisticamente gli elementi di un'orchestra attraverso le prove di concertazione e ne dirige l'esecuzione musicale.
- Il direttore di coro prepara i cantori all'esecuzione della propria parte attraverso le "prove d'istruzione", li coordina artisticamente nelle "prove di concertazione" e ne dirige l'esecuzione musicale.
- Lo strumentista suona uno strumento musicale.
- Il cantante impiega la propria voce nell'esecuzione del brano musicale.
- Il didatta si occupa della formazione musicale.

È consuetudine che tali professionalità non siano mai univoche, poiché lo studio della musica abbraccia contemporaneamente diverse specializzazioni (compositore-direttore; strumentista-didatta; cantante-direttore di coro, ecc.).

## Storia

### Musicisti medievali
Nel Medioevo i musicisti strumentali erano deputati prettamente all'improvvisazione con ensemble interni o strumenti rumorosi negli ambienti esterni. Molti musicisti europei di questo tempo servivano la Chiesa cattolica romana, provvedendo alla scrittura di canti gregoriani e messe per i testi sacri. Tra i maggiori musicisti di questo tempo vi sono Philippe de Vitry, Guillaume Dufay, Guillaume de Machaut e Ildegarda di Bingen.

### Musicisti rinascimentali
Nel Rinascimento i musicisti hanno prodotto musica per le messe nelle Chiese e anche a cappella, in riferimento proprio alle piccole cappelle. I brani vocali erano in lingua latina, la lingua ecclesiastica del tempo, in genere polifoniche ossia costituiti da diverse melodie simultanee. Tuttavia, verso la fine del XVI secolo, il mecenatismo ha diviso i musicisti in diverse aree di collocazione: musicisti cattolici, musicisti protestanti, corti reali, ricchi dilettanti, musica scritta e altre. Tra i maggiori esponenti di questo periodo vi sono Palestrina, Giovanni Gabrieli, Thomas Tallis e Claudio Monteverdi.

### Musicisti barocchi
Durante il Barocco venne introdotte importanti innovazioni stilistiche e tecniche rappresentate dall'utilizzo del contrappunto e del virtuosismo. La componente vocale e strumentale divenne più importanti rispetto agli stili musicali delle epoche precedenti per sottolineare maggiormente il volume, la consistenza ed il ritmo di ogni brano musicale. Tra i musicisti degni di nota del periodo barocco si ricordano in particolare Arcangelo Corelli, George Frideric Handel, Johann Sebastian Bach e Antonio Vivaldi.

### Musicisti classici
Nell'ambito della musica classica sono emersi musicisti appartenenti a diverse epoche ma comunque soprattutto alla classe media emergente, alla borghesia nell'epoca dell'assolutismo monarchico. Gran parte di questi musicisti comprende un arco temporale di transizione che si accavalla tra le diverse epoche storiche; generalmente si fa ricorso al termine classicismo per indicare i musicisti vissuti nella stagione creativa dalla seconda metà del Settecento. Tra questi Wolfgang Amadeus Mozart, Franz Joseph Haydn, Muzio Clementi e Luigi Boccherini.

### Musicisti romantici
La musica del Romanticismo subì gli sconvolgimenti di quella che è considerata l'età delle rivoluzioni che ruppe gli equilibri politici, economici e sociali a partire dalla rivoluzione industriale. In questo periodo (1800) il linguaggio musicale tende ad acquisire un ruolo maggiormente sociale e il musicista diventa in molti casi un libero professionista, non più al servizio della Chiesa e delle corti reali. Egli ha quindi la possibilità e la volontà di esprimere i propri sentimenti e le proprie passioni senza l'obbligo di obbedire a determinate regole o rigidità spesso anche formali; in pratica il preconcetto e la formalità vennero sostituite dall'intuizione e la fantasia. Sono tantissimi i musicisti che fanno riferimento a questa epoca, i più importanti dei quali sono Ludwig van Beethoven, Frédéric Chopin, Franz Schubert, Franz Liszt, Richard Wagner, Pyotr Ilyich Tchaikovsky, Johannes Brahms e Johann Strauss II.

### Musicisti del XX secolo
Nel ventesimo secolo i musicisti hanno acquisito i connotati moderni nel cercare di descrivere il proprio tempo e le proprie percezioni in maniera più concreta e diretta. Gli artisti in tal caso hanno avuto un lavoro in parte più semplice dovuto all'avvento della tecnologia nell'ambito della registrazione sonora e dei mass media, che hanno contribuito alla diffusione di diversi tipi di musica, dalla musica popolare al rock, passando per l'elettronica, il folk e le diverse forme di musica classica.

## Classificazione

### Direttori
- Direttore d'orchestra
- Direttore di coro
- Maestro di cappella
- Direttore d'ensemble strumentale e vocale

### Strumentisti

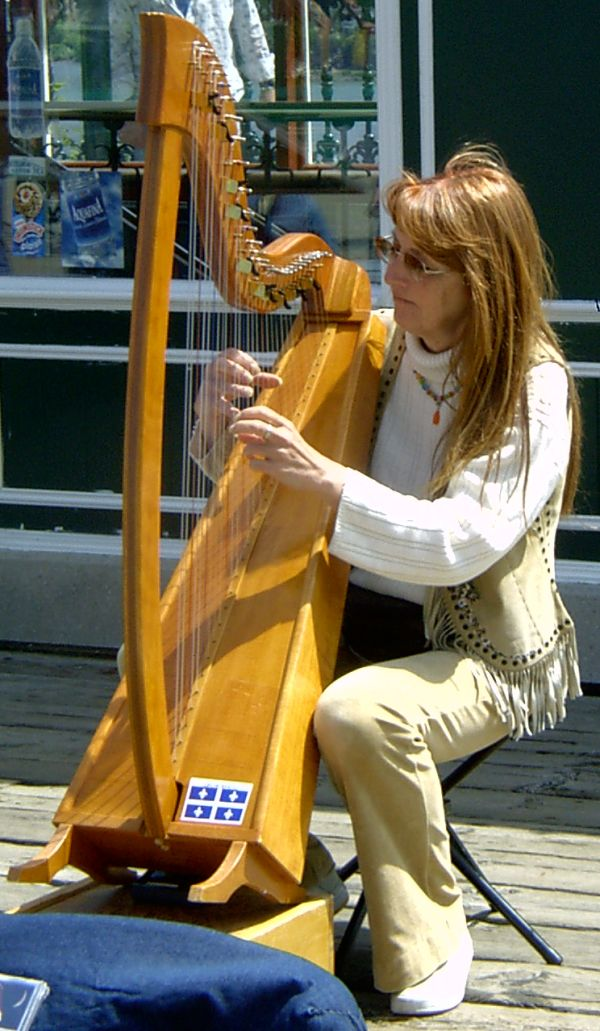
Arpista

- Armonicista
- Arpista

- Bassista
- Batterista
- Chitarrista
- Clarinettista
- Clavicembalista
- Contrabbassista
- Cornista
- Fagottista - Controfagottista
- Fisarmonicista - Bandoneonista
- Flautista
- Flicornista
- Liutista
- Mandolinista
- Oboista
- Organista
- Percussionista
- Pianista
- Sassofonista
- Tastierista
- Timpanista
- Trombettista
- Trombonista
- Suonatore di tuba
- Violinista
- Violista
- Violoncellista
- Zampognaro

### Cantanti
- Soprano
- Mezzosoprano
- Contralto
- Sopranista
- Contraltista
- Tenore
- Baritono
- Basso